# Charles Correll (aktor)
Charles Correll (ur. 2 lutego 1890 w Peoria, zm. 26 września 1972 w Chicago) – amerykański aktor radiowy i komik.

## Wyróżnienia
Posiada swoją gwiazdę na Hollywoodzkiej Alei Gwiazd.